# Комсомолець України (протичовновий корабель)
Комсомолець України (рос. Комсомолец Украины) — радянський великий протичовновий корабель проєкту 61. Названий на честь 40-річчя шефства ВЛКСМ над флотом.

## Історія
Корабель було закладено 15 вересня 1959 року на стапелі заводу № 445 імені 61 комунара. 10 листопада 1959 року головний корабель проєкту 61 зарахували до списків Військово-морського флоту СРСР як сторожовий корабель ППО-ПЧО з тактичним номером СКР-25.
31 грудня 1960 року о 13:00 корпус корабля спустили на воду. Через рік, 27 грудня 1961 року, над СКР-25 вперше було піднято Військово-морський прапор СРСР. 23 листопада 1964 року корабель був офіційно включений у склад Червонопрапорного Чорноморського флоту.
19 лютого 1966 року «Комсомолець України» нагородили Призом Військово-морського флоту СРСР та грамотою Головкому ВМФ СРСР. Починаючи з наступного року корабель починає виконання бойових завдань: з 5 по 30 червня 1967 року допомагає збройним силам Єгипту (в період арабо-ізраїльського конфлікту), в складі 5-ї ескадри Військово-морського флоту СРСР.
У квітні-травні 1970 року «Комсомолець України» бере участь у маневрах «Океан» і відвідує з офіційним візитом Алжир (8-13 травня). 30 серпня 1974 року під час вибуху та пожежі на судні «Відважний» моряки «Комсомольця України» надають йому допомогу, а пізніше беруть участь в розслідуванні.
З 23 травня 1977 року по 7 серпня 1979 року корабель пройшов капітальний ремонт на заводі імені 61 комунара у Миколаєві. У травні він проходить доковий ремонт в порту болгарського міста Варна. У 1981 році корабель двічі виходить на бойову службу у Середземне море (з 22 травня по 14 червня та з 21 серпня по 1 березня 1982 року), в грудні здійснює візит у порт Спліт (СФРЮ), з 16 червня по 1 липня бере участь у навчаннях «Щит-82» із відвідинами портів Бургас, болгарської Варни. Цього ж року корабель потребує ремонту, і здійснює доковий ремонт у порту Туапсе. Після цього, з 25 лютого 1982 по 27 червня 1983 року, знову виходить на бойову службу в Середземне море, під час чого відвідує югославський порт Дубровник.
Під час бойової служби у 1983–1984 роках двічі виконує завдання корабля радіолокаційної варти у зоні бойових дій під час війни в Лівані. Через рік бере участь у навчаннях «Граніт-85». «Комсомолець України» був учасником навчань спільної ескадри із заходом у порти Созополь, Бургас, які проходили з 12 по 27 червня 1986 року. 18-22 листопада 1986 року відвідує грецький порт Пірей, 17-21 листопада 1987 року — Туніс та з 28 червня по 2 липня 1986 року турецьке місто Стамбул.
24 червня 1991 року «Комсомолець України» виключили із складу флоту, роззброїли та передали у відділ фондового майна (ВФМ ЧЧФ, для демонтажу та реалізації). 3 березня 1995 року корабель поступив в Інкерман на металобрухт.

## Опис
- Озброєння: 2 ЗРК БД «Хвиля» кожен складається із навідної пускової установки ЗІФ-101, системи управління «Ятаган», 16 ЗУР В-600;
- 76-мм артилерія, 2 зенітних артилерійських комплекси АК-726, пятитрубний торпедний апарат ПТА-53-61, 2 РБУ-6000, 2 РБУ-1000,1 вертоліт КА-25.
- Комплектація: 4 станції запиту «Нікель-КМ», 2 станції відповіді «Хром-КМ», система управління озброєнням корабля «Пульт-61М», система спільного використання зброї «Блокування-61М», система групових атак «Дозор-1», система видачі поточних координат МПЦ-315, система внутрішнього зв'язку «Каштан».
- Навігаційні засоби: РЕБ «Залив», гірокомпас «Курс-3», магнітний компас УКМ-М-3, ехолот НЕЛ-5, лаг МГЛ-50М, автопрокладчик АП-4 м, радіопеленгатор АРП-50р, ГАГ «Парус», комплект апаратури РСВТ-1с, система збору та обробки інформації «Планшет-61», система забезпечення спільного плавання «Вогонь-50-1».
- Радіозв'язок: середньохвильовий радіопередавач Р-653, 4 короткохвильових передавача Р-652 і Р-654, середньохвильовий радіоприймач Р-677, 11 короткохвильових радіоприймачів (7 Р-765К, 4 Р-678Н), 9 прийомопередатчиків різних типів, механічна обчислювальна система МВУ-200 «Море-У».
- ДАК: МГ-311 «Вичегда», МГ-312 «Титан».

## Цікаві факти
- Ц 1993 році у спианого корябля відбулась заміна бортового номера: тепер він відповідав заводському номеру 1701[6].
- Головний розробник корабля Б. Купенский у 1966 році був нагороджений Ленінською премією[7].
- «Комсомолець України» — перший у світі серійний (20 одиниць) газотурбінний[8] корабель класу «есмінець».